# داروته
داروته (به انگلیسی: Darutta) یک روستا در پاکستان است که در ناحیه چنیوت واقع شده‌است.